# Efectos en la salud
Los efectos en la salud (o impactos en la salud) son cambios en la salud que resultan de la exposición a una fuente. Los efectos en la salud son consideraciones importantes en muchas áreas, tales como la higiene, estudios de contaminación, seguridad y salud ocupacionales, nutrición y ciencias de la salud en general. Algunas de las principales fuentes medioambientales de efectos en la salud son la contaminación del aire, contaminación del agua, contaminación del suelo, contaminación por ruido y la sobre iluminación. 
Un efecto en la salud no-estocástico o determinista tiene una severidad que es dependiente de las dosis y se cree que tiene un nivel de umbral para el que no se observa ninguna consecuencia. Los efectos en la salud estocásticos ocurren por casualidad, generalmente ocurren sin un nivel de umbral de dosis, cuya probabilidad es proporcional a la dosis y cuya severidad es independientes de la dosis, como el cáncer y efectos genéticos. Ocasionalmente, la falta de exposición a ciertos efectores tiene consecuencias perjudiciales en la salud de un individuo. Ejemplos de tales efectores incluyen la luz solar y el ejercicio de yoga o cualquier otra actividad como la natación.